# Franz Nikolaus Gotthard von Kleinsorgen
Franz Nikolaus Gotthard von Kleinsorgen (* 17. Juni 1748 auf Schüren; † 14. April 1816 Ebenda) war französischer Militär und bayrischer Kammerherr und Gesandter.

## Herkunft
Seine Eltern waren Johann Wilhelm Florent von Kleinsorgen und dessen Ehefrau Marie von Wrede aus dem Haus Millefort. Sein Vater war Besitzer des Gutes Schüren sowie 1728, 1744, 1750 und 1760 mit Lemgo belehnt.

## Leben
Kleinsorgen ging wie viele Adelige seiner Zeit zum Militär. Er war zunächst in kurkölnischen, dann pfalz-zweibücken'schen und danach in französischen Diensten. Dort kam er 1769 als Sous-Lieutenant in das 53. Infanterie-Regiment (Ci-devant Alsace). Während des amerikanischen Unabhängigkeitskrieges kämpfte er mit Lafayette und wurde nach seiner Rückkehr 1779 capitain en second. Im Jahr 1782 nahm er am Feldzug in Algerien teil und wurde 1785 Capitain commandant. im Jahr 1792 erhielt er den Orden Ludwigs des Heiligen und wurde als Major Major nach Südamerika versetzt, wo er als Kommandant nach Cayenne kam. Aber in Frankreich brach die Revolution aus und Cayenne wurde von revolutionären Truppen besetzt, Kleinsorgen gefangen genommen. Er kam zurück nach Paris, wo er 1794 zum Tode verurteilt wurde. Aber in der Nacht vor seiner Guillotinierung konnte er nach Deutschland entkommen.
Er ging auf das väterliche Gut Schüren, das sein Bruder Bernd Caspar Philipp von Kleinsorgen (1738–1772) geerbt hatte, als dieser ohne Nachkommen verstarb, erhielt Kleinsorgen das Gut. Er ging in den bayrischen Staatsdienst und wurde dort königlicher Kammerherr. Während der Napoleonischen Kriege war er Gesandter und Unterhändler für die Landschaft Westfalen im französischen Hauptquartier.

## Familie
Kleinsorgen heiratete im Jahr 1801 Karoline von Hüntell († 23. Dezember 1837), die das Gut Bettinghausen bei Soest mit in die Ehe brachte. Das Paar hatte mehrere Kinder, darunter:
- Maximilian (* 18. Dezember 1802; † 22. März 1890) (ab 1846 Freiherr) ⚭ Frederike von Schlechtendal (* 15. Oktober 1799; † 2. Juli 1875)
- Josef (* 7. September 1807) ⚭ Freiin Frederike von Schade-Engar (* 21. September 1819)
- Sophie (* 1804), Stiftsdame
- Franziska (1805–1806)